# 이탈리아의 가장 아름다운 마을
이탈리아의 가장 아름다운 마을(I Borghi più belli d'Italia) 또는 이탈리아에서 가장 아름다운 마을은 역사적, 예술적 관심이 강한 작은 이탈리아 마을의 비영리 민간 협회로, 2001년 3월에 설립되었다. 양질의 유산을 지닌 마을을 보존하고 유지하는 것을 목표로 하는 이탈리아 지방자치단체 전국 협회의 관광 협의회이다. 그 모토는 "숨겨진 이탈리아의 매력"(Il Fasino dell'Italia nascosta)이다.
작은 마을과 지방자치단체, 때로는 개별 마을까지도 보호, 보존 및 활성화하는 데 기여하려는 의도로 설립되었다. 이 마을은 주요 관광 순환로 외부에 있기 때문에 그 큰 가치에도 불구하고 결과적으로 황폐화, 인구 감소 등의 이유로 잊혀질 위험이 있다. 처음에는 이 그룹에 약 100개의 마을이 포함되어 있었는데, 이후 2023년에는 349개 마을로 늘어났다.
2012년 이탈리아 협회는 세계에서 가장 아름다운 마을 국제 협회의 창립 회원 중 하나였다. 이 협회는 특정 역사 및 경관에 관심이 있는 소규모 거주 중심지를 홍보하는 다양한 지역 협회를 하나로 모으는 민간 조직이다.

## 같이 보기
- 세계에서 가장 아름다운 마을